# فرد بارون (محامي)
فرد بارون (بالإنجليزية: Fred Baron)‏ هو محامي أمريكي، ولد في 20 يونيو 1947 في سيدار رابيدز في الولايات المتحدة، وتوفي في 30 أكتوبر 2008 في دالاس في الولايات المتحدة.